# Pietà Roettgen

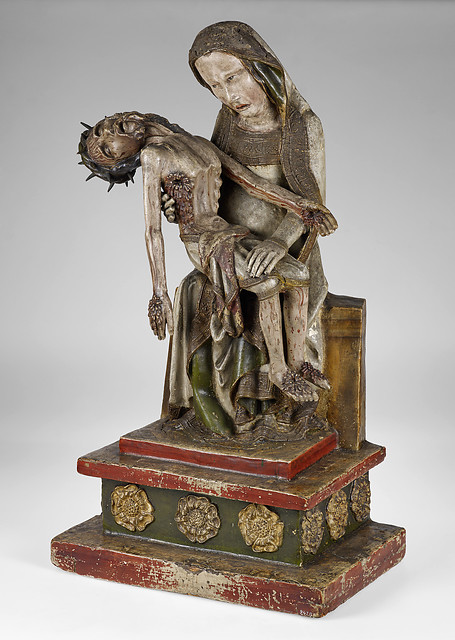
Pietà Roettgen, um 1360, mittelrheinisch / Mainz, LVR-Landesmuseum Bonn

Die Pietà Roettgen ist ein um 1360 im Mainzer Raum entstandenes und nach seinem letzten Besitzer, dem rheinischen Sammler Carl Roettgen (1837–1909), benanntes Kunstwerk. Es befindet sich heute im Rheinischen Landesmuseum Bonn.
Die expressive Skulptur (89 cm hoch, Holz, farbig gefasst) ist ein Vesperbild, das wahrscheinlich ursprünglich zu Füßen eines Kreuzes stand – allerdings ist sie auf Untersicht gearbeitet, das heißt, sie stand vermutlich auf dem Sockel eines Kruzifixes. Die drastische Expressivität ist im Rahmen der spätmittelalterlichen Andachtsbilder zu verstehen: Die neu aufkommende individuelle Frömmigkeit verlangt nach persönlicher Hingabe und Empathie (Compassio) – entweder zur absoluten Trauer, oder der Schönheit der heiligen Gestalten, im speziellen Mariens. Der Gläubige erlebt in mystischer Weise die seelischen und körperlichen Schmerzen mit.

## Beschreibung
Auf dem untersten Sockel befindet sich eine kleine Zwischenplatte, die mit fünf Stuckrosen geschmückt ist. Darüber ist eine weitere Platte gelegt, auf der rückwärts eine einfache Bank hochspringt. Maria sitzt gebeugt auf dieser Bank, den im rechten Winkel zu ihr positionierten, toten Christus auf ihren Knien haltend. Sie hält ihm mit der einen Hand die Knie und stützt mit der zweiten den leblosen Körper am Rücken. Ihr Gesicht ist schmerzerfüllt und sie blickt auf die Brust des toten Sohnes. Christus ist noch wesentlich drastischer dargestellt. Sein dürrer und ausgemergelter Körper scheint viel zu klein und hat jede Kraft verloren, sein mit der Dornenkrone noch geschmücktes übergroßes Haupt fällt in einem unnatürlichen Winkel nach hinten. Die Züge sind immer noch schmerzverzerrt – sein Mund leicht geöffnet und die Augen geschlossen. Aus den Wunden an seinen Händen, Füßen und an der Brust quillt das Blut in Tropfen hervor. Insgesamt sitzt er auffällig rechtwinkelig auf dem Schoß Mariens.

## Interpretation
Die fünf Wunden Christi, die durch die Rosetten am Sockel symbolisiert werden, gelten als Zeichen der göttlichen Liebe. Die Seitenwunde gilt als Versinnbildlichung des Heiligsten Herzens Jesu, dem Wasser und Wein, die Sakramente der Kirche, entspringen. Ebenfalls auf das Blut Christi verweisen die Blutstropfen in Traubenform: Sie deuten auf Christus als den mystischen Weinstock.

## Meister der Pietà Roettgen
Der namentlich nicht bekannte Künstler, der die Figur der Pietà schnitzte, wird in der Kunstgeschichte manchmal mit dem Notnamen Meister der Pietà Roettgen genannt.